# Fernand Thomas
Pas d'image ? Cliquez ici

a Compétitions nationales et continentales officielles uniquement.

Fernand Thomas est un joueur de rugby à XIII dans les années 1940 et 1950 au poste d'ailier.
A la sortie de la Seconde Guerre mondiale, Fernand Thomas joue dans l'une des équipes à succès du rugby à XIII : Carcassonne. Avec celui-ci, il remporte deux titres de Championnat de France en 1946 et 1950, ainsi que deux titres de Coupe de France en 1946 et 1947.
Il est convoqué en équipe de France à plusieurs reprises mais n'a pas la qualité d'international car il ne dispute aucune rencontre officielle. Il affronte le 26 mai 1949 une sélection nommée « Empire britannique » avec la sélection française que cette dernière remporte 23-10 dans lequel Thomas marque un essai aux côtés de Gaston Comes, Élie Brousse et Gaston Calixte.

## Palmarès

### En tant que joueur
- Collectif :
  - Vainqueur du Championnat de France : 1946 et 1950 (Carcassonne).
  - Vainqueur de la Coupe de France : 1946 et 1947 (Carcassonne).
  - Finaliste du Championnat de France : 1947, 1948 et 1949 (Carcassonne).
  - Finaliste de la Coupe de France : 1948 et 1949 (Carcassonne).

### Détails en sélection de rugby à XIII
| -. | 26 mai 1949 | Empire britannique | 23-10 | Test-match | Ailier | 3 | 1 | - | - |